# أندي سكوت (لاعب كرة قدم)
أندي سكوت (بالإنجليزية: Andy Scott)‏ (30 يناير 1985 بغلاسكو في المملكة المتحدة - ) هو لاعب كرة قدم بريطاني في مركز الهجوم. لعب مع بونيس يونايتد ونادي ماذرويل ونادي ألوا أثليتيك وBellshill Athletic F.C. ‏ وCumbernauld United F.C. ‏ ونادي ألبيون روفرز وShotts Bon Accord F.C. ‏.

## وصلات خارجية
- أندي سكوت على موقع قاعدة بيانات كرة القدم.إي يو (الإنجليزية)
- أندي سكوت على موقع Soccerbase.com (لاعب) (الإنجليزية)